# Diatoma
Diatoma is een geslacht van diatomeeën (Bacillariophyta) met ongeveer 7 soorten die alleen in zoet water voorkomen.

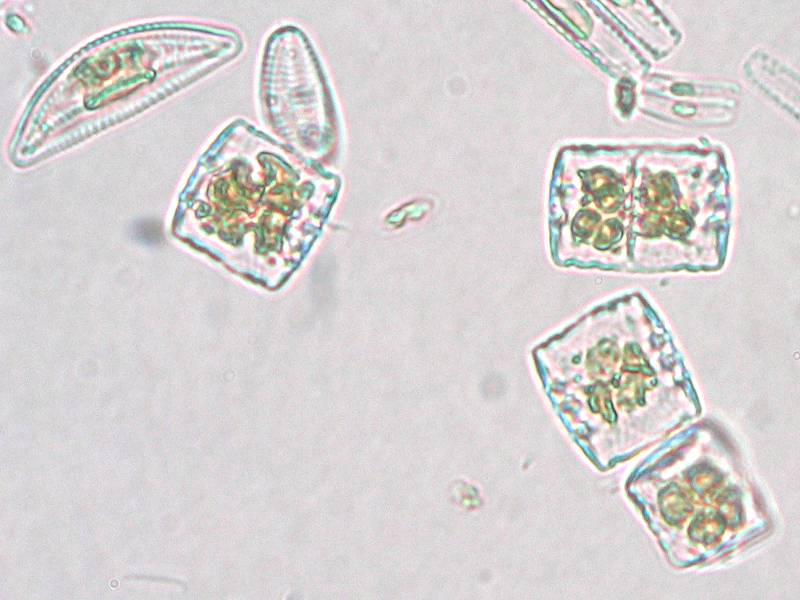
Diatoma mesedon

## Kenmerken
Diatoma vormt kolonies uit afzonderlijke cellen die in een lint of zigzagpatroon zijn verbonden. De individuele cellen hebben de typische diatomeeënschaal, bestaande uit twee tellers. Dit is rechthoekig in zijaanzicht, lineair tot elliptisch in schaalaanzicht. Het heeft duidelijke horizontale strepen en is aan de uiteinden verdikt. Ze hebben een centrale kern en verschillende plastiden die door fucoxanthine goudbruin zijn gekleurd. De cellen zijn afwisselend verbonden aan de celeinden of aan het gehele komdeksel. Ze verschijnen daarom altijd in zijaanzicht. De maat is 8 tot 120 micrometer.

## Voortplanting
Ongeslachtelijke voortplanting vindt plaats door de typische deling van diatomeeën in twee delen, wat leidt tot de vermindering van de cellen. Seksuele voortplanting bij diatomen vindt plaats via anisogamie, waarbij per cel twee gameten worden gevormd. Na de fusie vormen de auxosporen de cellen en vergroten deze. Permanente cellen kunnen ook rechtstreeks uit vegetatieve cellen worden gevormd.

## Voorkomen
Diatoma leeft in benthos van stromend en stilstaand water, maar komt ook voor in plankton.

## Economische betekenis
Sommige onderzoekers hebben onlangs een bijzonder economisch belang toegeschreven aan de algen als toekomstige in massa geproduceerde biobrandstof, vanwege de olieachtige kern en de hoge vermenigvuldigingssnelheid.